# Beatrycze d’Este (zm. 1226)
Beatrycze d’Este (ur. ok. 1192 w Este, zm. 10 maja 1226) – błogosławiona Kościoła katolickiego, ciotka Beatrycze II d’Este.

## Życiorys
Przyszła na świat ok. 1192 roku. Pochodziła z rodu książęcego D’Este, a jej rodzicami byli Azzo VI i Zofia Eleanora. Gdy miała 6 lat, zmarł jej ojciec. W 1221 roku założyła klasztor. Zmarła w 1226 roku w opinii świętości i została pochowana w kościele św. Jana Chrzciciela.
Jej kult jako błogosławionej został potwierdzony przez papieża Klemensa XIII w 1763 roku.